# Miandascht-Wildreservat
Das Miandasht-Wildreservat ist ein Wildschutzgebiet im Nordost-Iran. Es ist ein wichtiges Schutzgebiet für den seltenen Asiatischen Geparden.

## Lage und Gründung
Das Miandasht-Wildreservat liegt in der Provinz Nord-Chorasan im Nordosten des Iran. Es wurde im Jahr 1973 zum Wildschutzgebiet ausgerufen. Das Schutzgebiet liegt südöstlich des Golestan-Nationalparks, und nordöstlich des Khar-Turan-Nationalparks.

## Landschaft und Vegetation
Das Reservat besteht aus 844 km² trockenen Ebenen, die von Hügelketten unterbrochen sind. Die meisten Gebiete des Schutzgebietes befinden sich etwas unterhalb von 1000 m. Der höchste Punkt liegt auf 1340 m über dem Meeresspiegel. Der durchschnittliche Jahresniederschlag liegt bei 150 mm. Um das Reservat herum liegen einige Siedlungen. Die Bewohner treiben jeden Winter rund 15.000 Haustiere zum Weiden in das Reservat. Die Vegetation ist insgesamt wüstenartig und von Artemisia-Kräutern (Artemisia sieberi), Federgräsern (Stipa), Salzkräutern (Salsola), Saxaul-Bäumen (Haloxylon) and Tamarisken (Tamarix) dominiert.

## Fauna
Das Miandasht-Wildreservat ist Heimat des seltenen Asiatischen Geparden (Acinonyx jubatus venaticus). Weitere Raubtiere sind Streifenhyäne (Hyaena hyaena), Wolf (Canis lupus), Karakal (Caracal caracal), Wildkatze (Felis silvestris), Rotfuchs (Vulpes vulpes) und Goldschakal (Canis aureus). Die häufigsten wilden Huftiere sind Kropfgazellen.  Sie stellen die wichtigste Nahrungsgrundlage des Geparden dar. Ihre Zahl hat sich in den letzten Jahren auf über 600 Tiere vermehrt. Arkal-Wildschafe (Ovis orientalis arkal), und Wildschweine (Sus scrofa) kommen in niedriger Zahl ebenfalls vor. Nager und Hasen sind häufig. Die wichtigsten Greifvögel sind Adlerbussard (Buteo rufinus) und Steinadler (Aquila chrysaetos).